# Relaciones Panamá-Portugal
Las relaciones Panamá-Portugal se refiere a las relaciones diplomáticas que existen entre la República de Panamá y la República Portuguesa. Ambos países han tenido relaciones diplomáticas directas desde 1912.
En 2010, 220 ciudadanos portugueses estaban registrados consularmente en Panamá, 27 ciudadanos panameños estaban registrados en Portugal en 2015, 12 de ellos en la capital, Lisboa.

## Historia
El 9 de abril de 1857, la República de Nueva Granada (actual Colombia) y Portugal firmaron un primer acuerdo comercial. En 1903, Nueva Granada se separó y los Estados Unidos fundaron el estado independiente de Panamá como resultado de la Guerra de los Mil Días. Portugal no reconoció oficial ni formalmente la independencia de Panamá, pero se observan contactos diplomáticos.
Después de que el primer encargado de negocios portugués estuviera acreditado en Panamá desde 1912, la legación portuguesa se abrió en la Ciudad de Panamá el 10 de julio de 1913. Su distrito también debería incluir a Colombia, Costa Rica y Venezuela. Sin embargo, en 1919 la legación se volvió a cerrar. La embajada de Portugal en Venezuela, inaugurada en 1926, fue a partir de entonces también responsable de Panamá.
En 2015, Portugal abrió su primera embajada de pleno derecho en Panamá.
En relación con los documentos conocidos como los Papeles de Panamá en 2016, que hicieron públicos casos específicos de evasión fiscal legal e ilegal a través de empresas fantasma y otros modelos en Panamá, también se dieron a conocer 34 participantes portugueses. Sin embargo, esto no resultó en escándalos tan grandes como en algunos casos en otros países. La cooperación internacional en investigación sobre los Papeles de Panamá de más de 70 países incluyó al semanario portugués Expresso y la estación de televisión TVI.

## Diplomacia
Portugal mantiene su embajada en el edificio de oficinas Torre Optima de la capital, Ciudad de Panamá ( Avenida Samuel Lewis , esquina con Calle 55 Este ). También hay un consulado honorario de Portugal , también en la Ciudad de Panamá, que, sin embargo, está subordinado al consulado general en la embajada de Portugal en la capital de Colombia, Bogotá.
La embajada de Panamá está ubicada en el barrio de Belém de Lisboa , en el número 14 de Rua Pêro de Alenquer en el municipio de São Francisco Xavier. Los consulados panameños adyacentes a la embajada no están establecidos en Portugal.

## Negocio
La Cámara Portuguesa de Comercio Exterior AICEP está representada en Panamá con una oficina en la Embajada de Portugal.
En 2016, Portugal exportó bienes a Panamá por valor de 22,67 millones de euros (2015: 18,37 millones; 2014: 15,37 millones; 2013: 13,41 millones; 2012: 10,50 millones), de los cuales el 49,1% fueron maquinaria y equipos, el 23,1% metales, el 0,4% madera. y corcho y 0,8% de menas y minerales.
Durante el mismo período, Panamá entregó mercancías a Portugal por valor de 12,16 millones de euros (2015: 7,48 millones; 2014: 5,79 millones; 2013: 7,09 millones; 2012: 3,28 millones, de los cuales el 99,9% son productos agrícolas y el 0,1% son productos químicos). productos farmacéuticos.
En 2016, Panamá ocupó el puesto 75 como comprador y el 91 como proveedor del comercio exterior portugués. En el comercio exterior panameño en 2015, Portugal ocupó el puesto 51 entre los compradores y el 49 entre los proveedores.

## Deportes
La selección panameña de fútbol y la selección masculina portuguesa solo se han enfrentado una vez (a febrero de 2017). Los portugueses ganaron 2-0 en el partido amistoso del 15 de agosto de 2012 en el Estadio Algarve.
Los jugadores panameños también juegan con mayor frecuencia en clubes portugueses, como jugadores nacionales como Fidel Escobar, que estuvo en el equipo juvenil del Sporting de Lisboa, Ismael Díaz, que jugó en el FC Porto, Roderick Miller, que jugó en el CD Feirense, Abdiel Arroyo, que jugó en el CD Santa Clara que jugó en las Azores, o Gabriel Gómez y José Luis Garcés Rivera, que jugó en el Belenenses de Lisboa. La futbolista internacional panameña Carina Baltrip-Reyes firmó con la división femenina del club portugués Marítimo Funchal en 2023.

## Misiones diplomáticas
- Panamá tiene una embajada en Lisboa.
- Portugal tiene una embajada en Ciudad de Panamá.